# Потіонд
Потіонд (рум. Potiond) — село у повіті Харгіта в Румунії. Входить до складу комуни Чуксинджорджу.
Село розташоване на відстані 214 км на північ від Бухареста, 10 км на схід від М'єркуря-Чука, 82 км на північ від Брашова.

## Населення
За даними перепису населення 2002 року у селі проживали 253 особи, з них 249 осіб (98,4%) угорців. Рідною мовою 249 осіб (98,4%) назвали угорську.